# Fussballclub Schaffhausen 2016-2017
Questa voce raccoglie le informazioni riguardanti il Fussballclub Schaffhausen nelle competizioni ufficiali della stagione 2016-2017.

## Stagione
Nella stagione 2016-2017 il Sciaffusa, allenato da Axel Thoma, Nedžad Kuruzović e Murat Yakın, concluse il campionato di Challenge League al 4º posto. In Coppa Svizzera il Sciaffusa fu eliminato agli ottavi di finale dal Sion.

## Rosa
| N. |                               | Ruolo | Calciatore            |
| -- | ----------------------------- | ----- | --------------------- |
| 1  | Croazia (bandiera)            | P     | Ilija Kovačić         |
| 2  | Svizzera (bandiera)           | D     | André Caetano         |
| 3  | Portogallo (bandiera)         | D     | Guilherme Fioravanti  |
| 6  | Brasile (bandiera)            | D     | André Luís Neitzke    |
| 7  | Svizzera (bandiera)           | C     | Luca Tranquilli       |
| 9  | Kosovo (bandiera)             | A     | Shkelqim Demhasaj     |
| 11 | Germania (bandiera)           | C     | Faruk Gül             |
| 13 | Kosovo (bandiera)             | C     | Imran Bunjaku         |
| 14 | Brasile (bandiera)            | D     | Paulinho              |
| 15 | Macedonia del Nord (bandiera) | C     | Muhamed Demiri        |
| 18 | Svizzera (bandiera)           | P     | Christian Baumgartner |
| 20 | Svizzera (bandiera)           | C     | Rejhan Zuli           |
| 21 | Italia (bandiera)             | A     | Danilo Del Toro       |
| 22 | Svizzera (bandiera)           | C     | Mirko Facchinetti     |
| 23 | Svizzera (bandiera)           | C     | Flavio Gautreaux      |

| N. |                       | Ruolo | Calciatore           |
| -- | --------------------- | ----- | -------------------- |
| 24 | Camerun (bandiera)    | C     | Christian Zock       |
| 25 | Svizzera (bandiera)   | C     | Steven Lang          |
| 26 | Slovenia (bandiera)   | D     | Nejc Mevlja          |
| 27 | Kosovo (bandiera)     | C     | Gjelbrim Tahipi      |
| 28 | Svizzera (bandiera)   | D     | Sanijel Kucani       |
| 29 | Tunisia (bandiera)    | D     | Yassin Mikari        |
| 32 | Croazia (bandiera)    | A     | Kristijan Zornjak    |
| 33 | Germania (bandiera)   | C     | Gian-Luca Wellhäuser |
| 35 | Perù (bandiera)       | D     | Jean-Pierre Rhyner   |
| 47 | Svizzera (bandiera)   | P     | Mateo Matic          |
| 77 | Portogallo (bandiera) | C     | João Vilela          |
| 88 | Francia (bandiera)    | P     | Franck Grasseler     |
| 90 | Svizzera (bandiera)   | D     | Granit Lekaj         |
| 97 | Svizzera (bandiera)   | D     | Asllan Demhasaj      |

## Organigramma societario
Area tecnica
- Allenatore: Murat Yakın
- Allenatore in seconda: Nedžad Kuruzović, Hakan Yakın
- Preparatore dei portieri: Wolfgang Stolpa
- Preparatori atletici:

## Calciomercato

### Sessione estiva
| Acquisti | Acquisti              | Acquisti        | Acquisti |
| R.       | Nome                  | da              | Modalità |
| -------- | --------------------- | --------------- | -------- |
| A        | Karim Rossi           | Lugano          |          |
| D        | Ezgjan Alioski        | Lugano          |          |
| P        | Christian Baumgartner | Dietikon        |          |
| A        | Danilo Del Toro       | Winterthur II   |          |
| C        | João Vilela           | União Leiria    |          |
| P        | Ilija Kovačić         | Aarau           |          |
| D        | Nejc Mevlja           | Gorica          |          |
| C        | Christian Zock        | Cosmos de Bafia |          |

| Cessioni | Cessioni           | Cessioni        | Cessioni |
| R.       | Nome               | a               | Modalità |
| -------- | ------------------ | --------------- | -------- |
| C        | Marko Bičvić       | Wohlen          |          |
| D        | Ezgjan Alioski     | Lugano          |          |
| P        | Živko Kostadinović | Le Mont         |          |
| P        | Stefan Lapcevic    | Rapperswil-Jona |          |
| C        | Davide Mariani     | Zurigo          |          |
| A        | Deniz Mujic        | Chiasso         |          |
| C        | Veljko Simić       | Chiasso         |          |

### Sessione invernale
| Acquisti | Acquisti           | Acquisti     | Acquisti |
| R.       | Nome               | da           | Modalità |
| -------- | ------------------ | ------------ | -------- |
| P        | Mateo Matic        | Grasshoppers |          |
| D        | Jean-Pierre Rhyner | Grasshoppers |          |
| C        | Gjelbrim Tahipi    | Wil          |          |
| C        | Steven Lang        | San Gallo    |          |

| Cessioni | Cessioni          | Cessioni   | Cessioni |
| R.       | Nome              | a          | Modalità |
| -------- | ----------------- | ---------- | -------- |
| C        | Gianluca Frontino | Winterthur |          |
| A        | Igor Tadić        | Wohlen     |          |
| A        | Karim Rossi       | Lugano     |          |

## Risultati

### Challenge League

#### Prima fase, girone di andata
| Arbitro: | Gut |

|            |           |  |
| Vilela 68’ | Marcatori |  |

| Arbitro: | Dudic |

|                            |           |                                 |
| Felitti 4’ Lagrotteria 85’ | Marcatori | 10’, 84’ Demhasaj 74’ Gautreaux |

| Arbitro: | Schnyder |

|              |           |                        |
| Frontino 83’ | Marcatori | 6’ Bengondo 27’ Mobulu |

| Arbitro: | Dudic |

|  |           |                          |
|  | Marcatori | 49’ Frontino 67’ Caetano |

| Arbitro: | Klossner |

|                                        |           |                                  |
| Tréand 23’ Wüthrich 55’ Ciarrocchi 68’ | Marcatori | 76’ Demhasaj 84’ (rig.) Frontino |

| Arbitro: | San |

|                |           |                                        |
| Tranquilli 69’ | Marcatori | 11’ (aut.) Neitzke 51’ Sadiku 89’ Koné |

| Arbitro: | Jancevski |

|                     |           |  |
| Ramizi 60’ Qela 90’ | Marcatori |  |

| Arbitro: | Gut |

|                      |           |                       |
| Gül 10’ Demhasaj 38’ | Marcatori | 63’ Kamber 87’ Sutter |

| Arbitro: | Schärli |

|  |           |             |
|  | Marcatori | 62’ Schultz |

#### Prima fase, girone di ritorno
| Arbitro: | Gut |

|                     |           |              |
| Papp 52’ Bühler 88’ | Marcatori | 63’ Demhasaj |

| Arbitro: | Roth |

|                 |           |                      |
| Facchinetti 60’ | Marcatori | 5’ Berisha 35’ Nsame |

| Arbitro: | Klossner |

|                                                                          |           |                   |
| Mevlja 2’ (aut.) Marchesano 13’ Alesevic 28’ Schönbächler 39’ Winter 56’ | Marcatori | 21’, 36’ Demhasaj |

| Arbitro: | Musa |

|                |           |  |
| Cortelezzi 33’ | Marcatori |  |

| Arbitro: | Fähndrich |

|         |           |                                  |
| Gül 75’ | Marcatori | 47’, 77’ Nuzzolo 71’, 90’ Karlen |

| Arbitro: | Tschudi |

|                        |           |                                |
| Demhasaj 31’ Lekaj 43’ | Marcatori | 9’, 53’ Rossini 49’ Ciarrocchi |

| Arbitro: | Jancevski |

|  |           |           |
|  | Marcatori | 84’ Tadić |

| Arbitro: | Musa |

|           |           |                               |
| Tadić 36’ | Marcatori | 20’ Šušnjar 63’ Milosavljević |

| Arbitro: | Amhof |

|                                    |           |  |
| Schultz 12’, 37’ Dangubic 33’, 75’ | Marcatori |  |

#### Seconda fase, girone di andata
| Arbitro: | Schärer |

|                          |           |                      |
| Rossini 65’ Wüthrich 90’ | Marcatori | 40’ (rig.), 82’ Lang |

| Arbitro: | San |

|                                 |           |  |
| Lang 26’, 75’ (rig.) Mikari 81’ | Marcatori |  |

| Arbitro: | Fähndrich |

|                             |           |               |
| Nsame 22’, 69’ Alphonse 24’ | Marcatori | 56’, 87’ Lang |

| Arbitro: | Jaccottet |

|                              |           |                   |
| Demhasaj 50’ (rig.) Lang 79’ | Marcatori | 90’ (rig.) Silvio |

| Arbitro: | Schnyder |

|  |           |                         |
|  | Marcatori | 18’ (rig.) Lang 47’ Gül |

| Arbitro: | Ovcharov |

|                      |           |                              |
| Lekaj 26’ Tahipi 69’ | Marcatori | 82’ Mobulu 88’ (aut.) Mevlja |

| Arbitro: | Horisberger |

|                                   |           |                      |
| Lang 69’ (rig.) Demhasaj 75’, 89’ | Marcatori | 2’ Schultz 41’ Pacar |

| Arbitro: | Amhof |

|                       |           |          |
| Rodríguez 8’ Koné 46’ | Marcatori | 90’ Lang |

| Arbitro: | Dudic |

|                                                         |           |  |
| Tahipi 7’, 69’ Lang 40’ (rig.), 55’ (rig.) Demhasaj 90’ | Marcatori |  |

#### Seconda fase, girone di ritorno
| Arbitro: | Athbah |

|  |           |             |
|  | Marcatori | 43’ Neitzke |

| Arbitro: | Ovcharov |

|  |           |                     |
|  | Marcatori | 23’ Mevlja 59’ Lang |

| Arbitro: | Superczynski |

|                           |           |              |
| Demhasaj 39’ Del Toro 43’ | Marcatori | 75’ Sauthier |

| Arbitro: | Hänni |

|                                                |           |  |
| Demhasaj 3’ (rig.), 90’ Gül 65’ Tranquilli 80’ | Marcatori |  |

| Arbitro: | Ovcharov |

|  |           |                                                                               |
|  | Marcatori | 8’ (rig.) Demhasaj 11’, 53’, 79’ Mikari 18’ (rig.) Facchinetti 69’ Tranquilli |

| Arbitro: | Schärli |

|                           |           |            |
| Paulinho 45’ Del Toro 67’ | Marcatori | 88’ Senger |

| Arbitro: | Erlachner |

|            |           |                                  |
| Radice 79’ | Marcatori | 8’ Demhasaj 83’ Bunjaku 88’ Lang |

| Arbitro: | Pache |

|  |           |                                             |
|  | Marcatori | 1’ Čavušević 13’ Kecojević 67’, 85’ Dwamena |

| Arbitro: | Piccolo |

|                           |           |         |
| Vonlanthen 12’ Latifi 89’ | Marcatori | 29’ Gül |

### Coppa Svizzera
| 14 agosto 2016, ore 15:30 CEST Primo turno | La Sarraz-Eclépens | 0 – 3 | Sciaffusa |  |

| 18 settembre 2016, ore 15:00 CEST Secondo turno | Iliria Solothurn | 1 – 4 | Sciaffusa |  |

| Arbitro: | Erlachner |

|                        |           |                                                                 |
| Demhasaj 90’ Tadić 99’ | Marcatori | 22’ Gkekas 102’ Assifuah 103’ Salatic 110’ Konaté 115’ Carlitos |

## Statistiche

### Statistiche di squadra
| Competizione     | Punti | In casa | In casa | In casa | In casa | In casa | In casa | In trasferta | In trasferta | In trasferta | In trasferta | In trasferta | In trasferta | Totale | Totale | Totale | Totale | Totale | Totale | DR |
| Competizione     | Punti | G       | V       | N       | P       | Gf      | Gs      | G            | V            | N            | P            | Gf           | Gs           | G      | V      | N      | P      | Gf     | Gs     | DR |
| ---------------- | ----- | ------- | ------- | ------- | ------- | ------- | ------- | ------------ | ------------ | ------------ | ------------ | ------------ | ------------ | ------ | ------ | ------ | ------ | ------ | ------ | -- |
| Challenge League | 51    | 18      | 8       | 2       | 8       | 33      | 30      | 18           | 8            | 1            | 9            | 31           | 29           | 36     | 16     | 3      | 17     | 64     | 59     | +5 |
| Coppa Svizzera   | -     | 1       | 0       | 0       | 1       | 2       | 5       | 2            | 2            | 0            | 0            | 7            | 1            | 3      | 2      | 0      | 1      | 9      | 6      | +3 |
| Totale           | 51    | 19      | 8       | 2       | 9       | 35      | 35      | 20           | 10           | 1            | 9            | 38           | 30           | 39     | 18     | 3      | 18     | 73     | 65     | +8 |

### Andamento in campionato
| Giornata  | 1 | 2 | 3 | 4 | 5 | 6 | 7 | 8 | 9 | 10 | 11 | 12 | 13 | 14 | 15 | 16 | 17 | 18 | 19 | 20 | 21 | 22 | 23 | 24 | 25 | 26 | 27 | 28 | 29 | 30 | 31 | 32 | 33 | 34 | 35 | 36 |
| --------- | - | - | - | - | - | - | - | - | - | -- | -- | -- | -- | -- | -- | -- | -- | -- | -- | -- | -- | -- | -- | -- | -- | -- | -- | -- | -- | -- | -- | -- | -- | -- | -- | -- |
| Luogo     | C | T | C | T | T | C | T | C | C | T  | C  | T  | T  | C  | C  | T  | C  | T  | T  | C  | T  | C  | T  | C  | C  | T  | C  | T  | T  | C  | C  | T  | C  | T  | C  | T  |
| Risultato | V | V | P | V | P | P | P | N | P | P  | P  | P  | P  | P  | P  | V  | P  | P  | N  | V  | P  | V  | V  | N  | V  | P  | V  | V  | V  | V  | V  | V  | V  | V  | P  | P  |
| Posizione | 4 | 1 | 4 | 3 | 4 | 4 | 5 | 5 | 6 | 7  | 8  | 9  | 10 | 10 | 10 | 9  | 10 | 10 | 10 | 10 | 10 | 10 | 7  | 7  | 6  | 6  | 5  | 5  | 5  | 4  | 4  | 4  | 4  | 4  | 4  | 4  |

Legenda:

Luogo: C = Casa; T = Trasferta. Risultato: V = Vittoria; N = Pareggio; P = Sconfitta.

### Statistiche dei giocatori
| Giocatore      | Challenge League | Challenge League | Challenge League | Challenge League | Coppa Svizzera | Coppa Svizzera | Coppa Svizzera | Coppa Svizzera | Totale   | Totale | Totale      | Totale     |
| Giocatore      | Presenze         | Reti             | Ammonizioni      | Espulsioni       | Presenze       | Reti           | Ammonizioni    | Espulsioni     | Presenze | Reti   | Ammonizioni | Espulsioni |
| -------------- | ---------------- | ---------------- | ---------------- | ---------------- | -------------- | -------------- | -------------- | -------------- | -------- | ------ | ----------- | ---------- |
| C. Baumgartner | 0                | 0                | 0                | 0                | 0              | 0              | 0              | 0              | 0        | 0      | 0           | 0          |
| M. Bičvić      | 4                | 0                | 1                | 0                | 0              | 0              | 0              | 0              | 4        | 0      | 1           | 0          |
| I. Bunjaku     | 19               | 1                | 3                | 0                | 0              | 0              | 0              | 0              | 19       | 1      | 3           | 0          |
| A. Caetano     | 22               | 1                | 6                | 0                | 1              | 0              | 1              | 0              | 23       | 1      | 7           | 0          |
| D. Del Toro    | 9                | 2                | 0                | 0                | 0              | 0              | 0              | 0              | 9        | 2      | 0           | 0          |
| A. Demhasaj    | 0                | 0                | 0                | 0                | 0              | 0              | 0              | 0              | 0        | 0      | 0           | 0          |
| S. Demhasaj    | 34               | 17               | 5                | 0                | 1              | 1              | 0              | 0              | 35       | 18     | 5           | 0          |
| M. Demiri      | 15               | 0                | 2                | 0                | 0              | 0              | 0              | 0              | 15       | 0      | 2           | 0          |
| M. Facchinetti | 16               | 2                | 3                | 0                | 0              | 0              | 0              | 0              | 16       | 2      | 3           | 0          |
| G. Fioravanti  | 2                | 0                | 0                | 0                | 0              | 0              | 0              | 0              | 2        | 0      | 0           | 0          |
| G. Frontino    | 19               | 3                | 7                | 0                | 1              | 0              | 0              | 0              | 20       | 3      | 7           | 0          |
| F. Gautreaux   | 5                | 1                | 0                | 0                | 0              | 0              | 0              | 0              | 5        | 1      | 0           | 0          |
| F. Grasseler   | 15               | 0                | 2                | 0                | 0              | 0              | 0              | 0              | 15       | 0      | 2           | 0          |
| F. Gül         | 33               | 5                | 5                | 0                | 1              | 0              | 1              | 0              | 34       | 5      | 6           | 0          |
| I. Kovačić     | 8                | 0                | 0                | 0                | 1              | 0              | 0              | 0              | 9        | 0      | 0           | 0          |
| S. Kucani      | 2                | 0                | 0                | 0                | 0              | 0              | 0              | 0              | 2        | 0      | 0           | 0          |
| S. Lang        | 17               | 14               | 1                | 0                | 0              | 0              | 0              | 0              | 17       | 14     | 1           | 0          |
| G. Lekaj       | 27               | 2                | 6                | 0                | 1              | 0              | 0              | 0              | 28       | 2      | 6           | 0          |
| M. Matic       | 14               | 0                | 1                | 0                | 0              | 0              | 0              | 0              | 14       | 0      | 1           | 0          |
| N. Mevlja      | 34               | 1                | 4                | 0                | 1              | 0              | 1              | 0              | 35       | 1      | 5           | 0          |
| Y. Mikari      | 12               | 4                | 1                | 0                | 0              | 0              | 0              | 0              | 12       | 4      | 1           | 0          |
| A. Neitzke     | 35               | 1                | 3                | 0                | 1              | 0              | 0              | 0              | 36       | 1      | 3           | 0          |
| P. Paulinho    | 31               | 1                | 5                | 0                | 1              | 0              | 0              | 0              | 32       | 1      | 5           | 0          |
| J. Rhyner      | 9                | 0                | 1                | 0                | 0              | 0              | 0              | 0              | 9        | 0      | 1           | 0          |
| K. Rossi       | 12               | 0                | 3                | 0                | 1              | 0              | 0              | 0              | 13       | 0      | 3           | 0          |
| F. Schmocker   | 1                | 0                | 0                | 0                | 0              | 0              | 0              | 0              | 1        | 0      | 0           | 0          |
| A. Seferagic   | 7                | 0                | 2                | 0                | 0              | 0              | 0              | 0              | 7        | 0      | 2           | 0          |
| I. Tadić       | 8                | 2                | 0                | 0                | 1              | 1              | 0              | 0              | 9        | 3      | 0           | 0          |
| G. Tahipi      | 16               | 3                | 4                | 0                | 0              | 0              | 0              | 0              | 16       | 3      | 4           | 0          |
| L. Tranquilli  | 28               | 3                | 3                | 0                | 1              | 0              | 0              | 0              | 29       | 3      | 3           | 0          |
| J. Vilela      | 16               | 1                | 4                | 0                | 1              | 0              | 0              | 0              | 17       | 1      | 4           | 0          |
| G. Wellhäuser  | 6                | 0                | 0                | 0                | 0              | 0              | 0              | 0              | 6        | 0      | 0           | 0          |
| C. Zock        | 25               | 0                | 7                | 1                | 1              | 0              | 0              | 0              | 26       | 0      | 7           | 1          |
| K. Zornjak     | 0                | 0                | 0                | 0                | 0              | 0              | 0              | 0              | 0        | 0      | 0           | 0          |
| R. Zuli        | 0                | 0                | 0                | 0                | 0              | 0              | 0              | 0              | 0        | 0      | 0           | 0          |